# Wissett
Wissett est un village et une paroisse civile du Suffolk, en Angleterre.